# Diedrichshagen
Diedrichshagen è una frazione del comune di Weitenhagen nel Meclemburgo-Pomerania Anteriore, in Germania.

Appartiene al circondario della Pomerania Anteriore-Greifswald ed è parte della comunità amministrativa (Amt) di Landhagen.
Già comune autonomo, è stato incorporato al comune di Weitenhagen il 26 maggio del 2019.